# الكسندر غاردن
الكسندر غاردن (بالإنجليزية: Alexander Garden)‏ هو جندي أمريكي، ولد في 4 ديسمبر 1757، وتوفي في 24 فبراير 1829.